# クッタ条件
クッタ条件 とは流体力学や空気力学、特にその領域の運動学に関連する語であり、鋭利な後縁を有する固体物体（翼体）の周りの流れの状態を表す。ドイツの数学者で物理学者である マルティン・クッタ に由来する。
Kuethe と Schetzer はクッタ条件を以下のように言い表している::§ 4.11
鋭利な後縁を有する物体は、流体中を移動するときに、後側のよどみ点が後縁に保たれるように相応の強度の循環を生み出している。
クッタ条件の表す流れの状態とは、”鋭利な後縁をひとつ有する物体（翼体）”の周りの流れ場について
- 翼体の上面と下面それぞれを流れる流体は翼体の後縁で出会い物体から離れる。
- 流体は後縁を周り込む動きをしない。

ということである。
これはまた、「物体が翼として理想的に作動しているときの流れの状態」とほぼ同義である。現実の翼まわりで常に成立するわけではない。
クッタ条件は Kutta–Joukowski 定理により循環値を基に翼体の揚力を算出する際に重要である。クッタ条件を仮定に敷くと翼体周りの循環量は一意に定まる。
また、他にもポテンシャル流のようによどみ点が定まらない前提や手法によって翼周りや揚力を計算する場合にも必須となる。

## 非粘性翼周り流れとクッタ条件

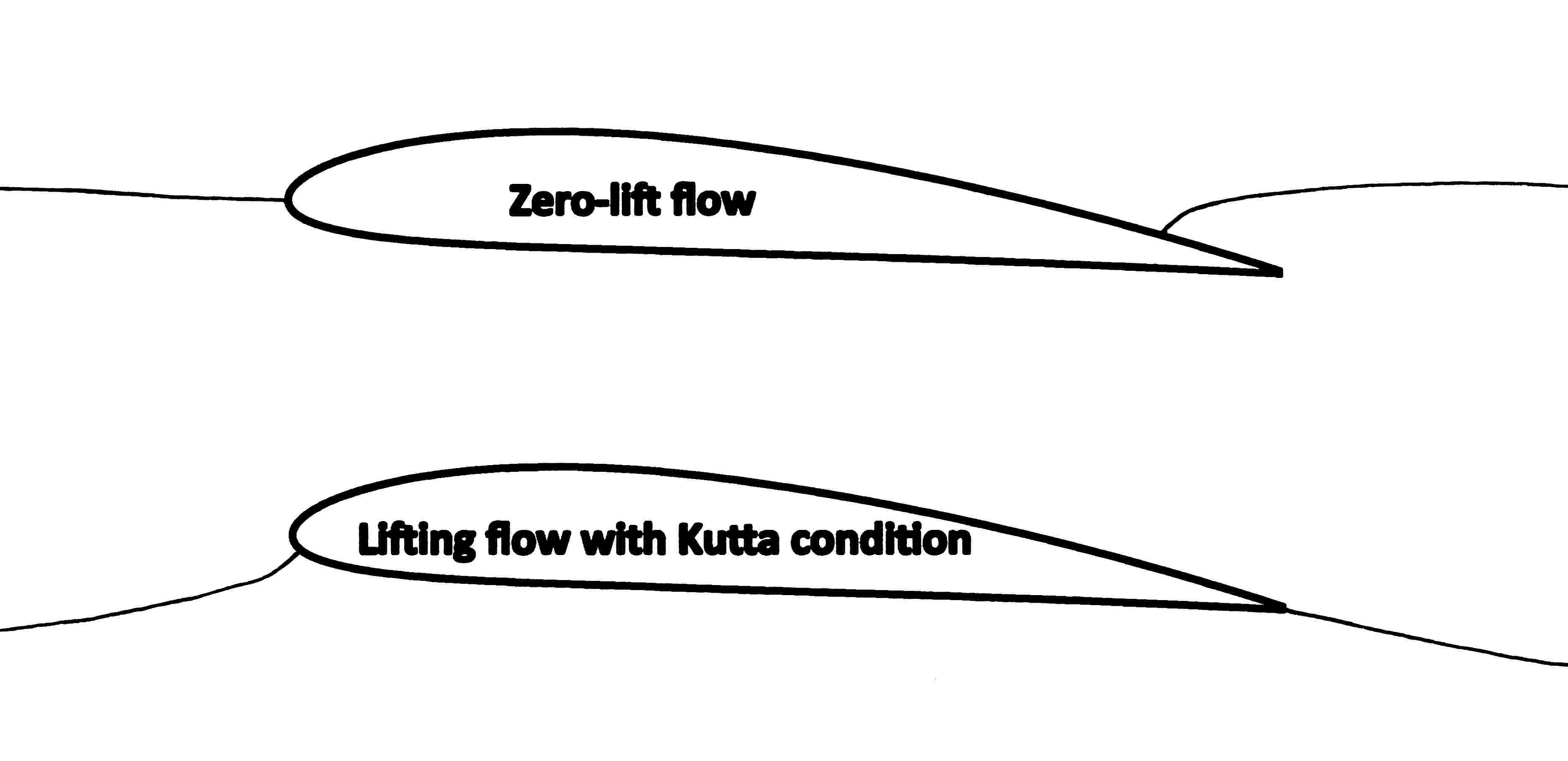
Comparison of zero-circulation flow pattern around an airfoil; and the flow pattern with circulation consistent with the Kutta condition, in which both the upper and lower flows leave the trailing edge smoothly.

非粘性流れ（渦無し、ポテンシャル流、完全流体）を仮定する。

### 非定常場
鋭利な後縁を伴う翼体が一定の迎角をもって空気中を動くときを考える。動き出した瞬間は翼体下面の前縁近くと上面の後縁近くによどみ点が現れる（円筒の場合と同様である。動き出した直後は翼体前側では高圧、後ろ側は低圧となる）。この翼上面にある後方よどみ点へ翼下面を通った空気が到達するには、後縁を回り込みさらに上面を後縁から前方へと移動することとなる。後縁で渦状の流れが生じ、不連続形状かそれに近い（曲率が極端に大きい）後縁部では局所的な高速領域が生じ、これは強烈な粘性力をもたらし後縁周囲の空気に作用する。そして強い渦が後縁近傍の翼体上面に蓄積する。 翼体が移動するにつれてこの渦は翼上面を滑りながら後方に取り残される。この渦は出発渦とよばれる。かつての先駆的な研究者らは液体中の出発渦を写真に収めることで出発渦の存在を確認した。
ケルビンの循環保存則にしたがうと、出発渦の渦度は翼体表面の循環と均衡する。:§ 2.14　出発渦の渦度（循環/旋回量）が増加するとき、翼周りの循環も増加し、翼上面の速度は上昇する。その後、翼の移動するにつれ出発渦は取り残され、翼が移動を開始した地点にとどまり旋回し続ける。これらの過程を通じて、後方よどみ点は翼上面から後縁へ移っていく。:§§ 6.2, 6.3 　（（現実の気体の場合は出発渦はやがて粘性の作用によって消えていく）。
翼が移動を続けるとき、後方よどみ点は後縁部にあり、翼上側の流れは翼上面に沿う。翼の上面と下面を流れる流体は後縁で合流し、翼から離れた後は互いに平行に流れていく。この状態がクッタ条件である。:§ 4.8
一定の迎角で翼が動き、出発渦が放出されてあり、クッタ条件が現れており、翼周りには相応の強度の循環があるとき、その翼は揚力を発生させていて、その揚力の強度はクッタジョーコフスキー定理で見積もられる。:§ 4.5
クッタ条件により導かれる帰結のひとつは、翼体の上側を通る流体が下側のより高速であること。よどみ点へ向かう流体塊は翼上側を通る流体と下側を通る流体とに分かれる。上面の方が早く流れて先に後縁へ到達するため、前縁側よどみ点で上下に別れた流体はその後互いに出会うことはない。翼の後流の翼よりはるかに離る位置を考慮してもそうであり、「cleavage」と呼ばれる。前方よどみ点で上下に分かれた流体塊が翼後縁で出会って一体に戻るという同着説と呼ばれる誤った説明があるが、これはクッタが発見した「cleavage」という実現象と合わない。
翼の移動中に速度や迎角が変化すると、後縁の上下のどちらかで新たに微弱な出発渦が生成される。この微弱な出発渦によって、変化後の速度と迎角に対応するクッタ条件が再度現れる。結果として相応の循環と揚力が現れる。:§ 4.7-4.9
クッタ条件は、なぜ翼の後縁が（構造や製造の観点からはこのましくないにもかかわらず）尖っていなければならいかという観点におけるひとつの洞察となる。
渦無し、非粘性、非圧縮、 ポテンシャルの翼周り流れにおいて、クッタ条件は翼表面流れ関数を計算することで実践されることがある。　同様の手法は孤立した翼の2次元亜音速（非臨界）非粘性定常圧縮性流れにおいても適用される。　近年、粘性ありのためのクッタ条件の補正も研究されている。

## よくある誤解
クッタ条件は「翼の周りで常に成立している」という性質のものではない。物理の定理ではない。
流体塊が翼後縁を回り込まない原因として「後縁の曲率半径がゼロ（曲率が無限大）であるため空気の速度は無限大となる。したがって実現しない。」といった説明がある。現実には翼の上面下面などに不連続で曲率半径ゼロの形状があっても流れは成立する。後縁についても、剥離泡が現れたり、境界層によって凹凸がなまったように振る舞うことで回り込みは起きうる。非粘性では後縁の周り込みを扱うことができないためクッタ条件を仮定する必要がある。

## 流体工学におけるクッタ条件
流体力学（静力学/動力学）において、クッタ条件を仮定として敷くことにより、粘性の効果の一部を反映しつつ基礎式の粘性項を省略できる。 翼の揚力を実践的に計算する際に役立つ。
航空機まわりのように粘性の影響が小さい状況を計算する際ポテンシャル解析は有効である。しかしポテンシャル流（非粘性流れ）として翼周りを扱うとよどみ点がきまらず無数の解が得られる。適切な解を選択するためのひとつの方法がクッタ条件の利用である。これにより粘性の性情のうち一部だけ反映され表面摩擦 や 境界層の存在といった諸々の効果は無視されたままとなる。
この条件はいくつかのやり方で表される。ひとつは後縁において無限大の速度変化は起きない。非粘性流れは突発的速度変化を許容するが、実際の流れでは粘性が険しい速度変化を均してしまう。もし後縁がゼロでない角度を有するとき、そこの速度はゼロとする。しかし、尖った後縁において、the velocity can be non-zero although it must still be identical above and below the airfoil.  もうひとつの定式化は「後縁での圧力連続」がある。

## 粘性あり

### 非定常場
流速がゼロから増速する状況を実験観測すると、後側よどみ点が迎角正の場合の翼体上面に現れ、加速するにつれて後端へと移動していく。この初期の過渡的効果がひとたび消え去れば、クッタ条件が要請するとおりに、よどみ点は後縁にとどまりつづける。

## 数学
数学上は、クッタ条件は、成立しうる無数の循環値の選択肢に対しそのひとつを強制する。

## See also
- Kutta–Joukowski theorem
- Horseshoe vortex
- Starting vortex